# Michelozzi (famiglia)
I Michelozzi furono una storica famiglia di Firenze.

## Storia familiare

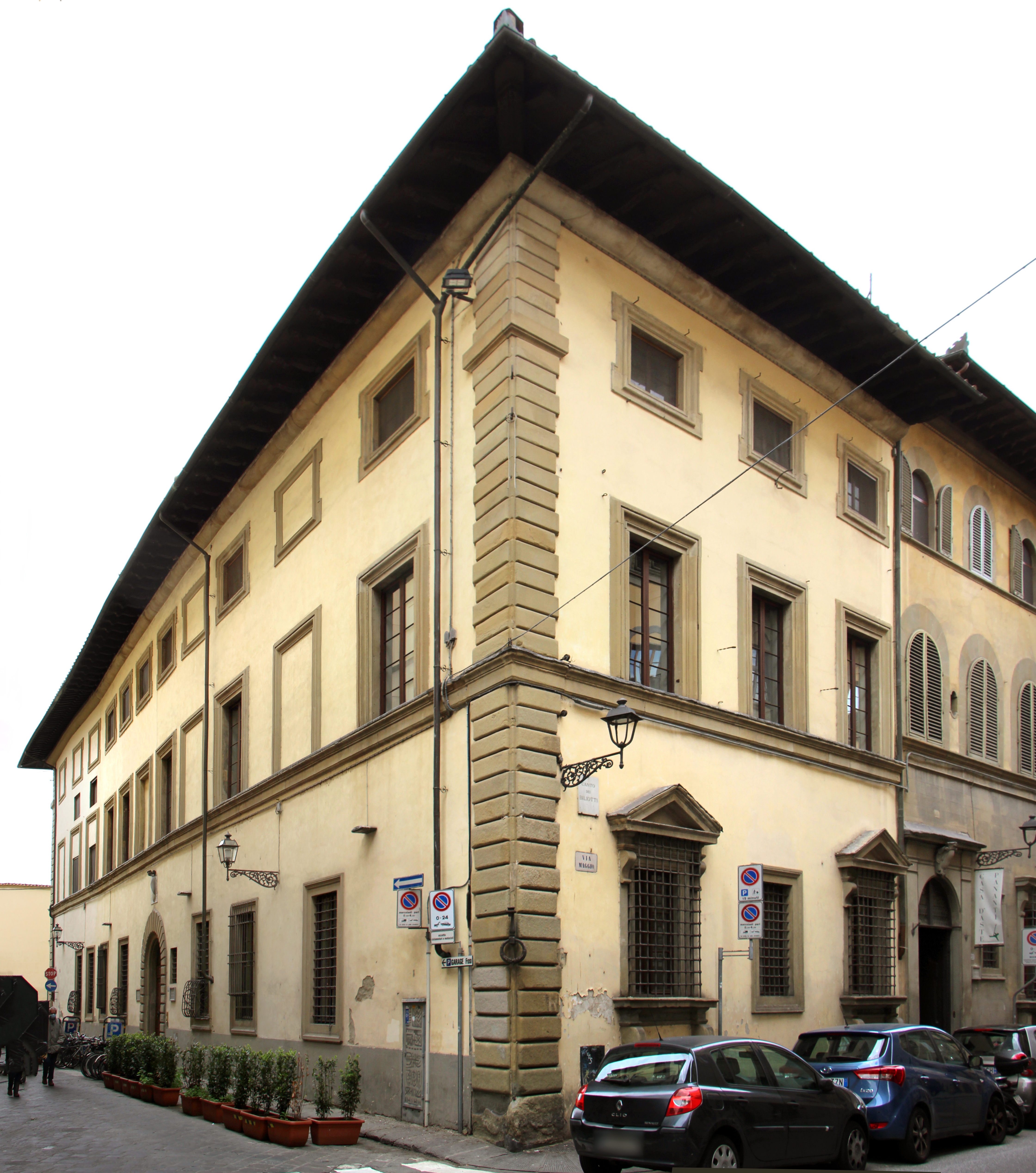
Palazzo Capponi Michelozzi, Firenze

La famiglia proveniva dal contado fiorentino, e dopo essersi inurbati nel XIII secolo si diedero con successo alla mercatura. Appartenevano quindi alla "gente nuova" disprezzata da Dante Alighieri per i rapidi guadagni. Un primo priore, nel 1386, fu Michelozzo, a cui ne seguirono altri diciassette, ma nessun gonfaloniere. Non faceva parte della famiglia l'architetto Michelozzo Michelozzi, uno dei padri del Rinascimento fiorentino, che invece era figlio di un sarto di origine lionese. 
La famiglia Michelozzi seppe consolidare e accrescere nel tempo la propria posizione economica e sociale, generazione dopo generazione. Nel 1599 il senatore Giovanni Battista finanziò il sontuoso ciborio della basilica di Santo Spirito, opera di Giovanni Battista Caccini in cui compare spesso lo stemma della famiglia. Ebbero case e palazzi in Oltrarno, nella zona di via Maggio, tra cui si spiccavano il palazzo Michelozzi e il palazzo Capponi Michelozzi, abbelliti proprio all'epoca di Giovanni Battista Michelozzi. A loro è intitolata anche una breve ma importante strada che porta in piazza Santo Spirito, via dei Michelozzi.
Un ramo, noto come Roti-Michelozzi, ebbe il titolo di marchesi dal 1751.